# Sindrome di Ortner
La sindrome di Ortner è una rara forma di sindrome cardiovocale.

## Epidemiologia
Rarissima, nella Gran Bretagna sino al 2008 si sono registrati solo due casi di tale sindrome.

## Storia
La sindrome deve il suo nome a Norbert Ortner, che la descrisse per la prima volta nel 1897. I suoi studi avevano evidenziato casi di stenosi mitralica. Non si deve confondere con l'altra sindrome di Ortner (angina addominale).

## Sintomatologia
Fra i sintomi e i segni clinici ritroviamo una paralisi della laringe con conseguente afonia, la si ritrova nell'ipertensione polmonare e in alcune cardiopatie.

## Eziologia
Sconosciuta, alcuni studi suggeriscono una correlazione con l'arterite di Horton.